# Alta Rosa
Alta Rosa är en ort i Mexiko.   Den ligger i kommunen Elota och delstaten Sinaloa, i den centrala delen av landet, 1 000 km nordväst om huvudstaden Mexico City. Alta Rosa ligger 62 meter över havet och antalet invånare är 224.
Terrängen runt Alta Rosa är platt åt sydväst, men åt nordost är den kuperad. Runt Alta Rosa är det ganska tätbefolkat, med 78 invånare per kvadratkilometer. Närmaste större samhälle är San José de Conitaca, 12,4 km öster om Alta Rosa. I omgivningarna runt Alta Rosa växer huvudsakligen savannskog.